# Problema in avanti dell'elettrocardiologia

Simulazione di un battito cardiaco realistico.

Diagramma schematico del normale ritmo sinusale per un cuore umano visto sull'ECG.

Il problema in avanti dell'elettrocardiologia (forward problem of the electrocardiography) è un approccio computazionale e matematico volto a studiare l'attività elettrica del cuore attraverso la superficie del corpo.  L'obiettivo principale di questo studio è di riprodurre computazionalmente un elettrocardiogramma (ECG), uno strumento di grande rilevanza clinica nell'ambito delle patologie cardiache come l'ischemia e l'infarto, o per testare l'effetto di un intervento farmacologico . Date le loroimportanti funzionalità e la loro relativamente piccola invasività, le tecniche di elettrocardiografia sono spesso utilizzate per test diagnostici clinici. Pertanto, risulta naturale cercare di riprodurre un elettrocardiogramma computazionalmente, andando a modellizzare matematicamente il comportamento elettrico del cuore all'interno del corpo umano.
Le tre componenti principali di un modello in avanti per l'ECG sono:
- un modello per l'attività elettrica del cuore.
- un modello per la diffusione del potenziale elettrico all'interno del torso, che rappresenta la regione extracardiaca.
- alcune condizioni al contorno per l'accoppiamento cuore-torso.[2]

Pertanto, per ottenere un elettrocardiogramma, è necessario considerare un modello matematico che rappresenti l'attività cardiaca del cuore, accoppiato a un modello diffusivo all'interno di un conduttore passivo che descriva la propagazione del segnale elettrico all'interno del torso.
Il modello accoppiato così ottenuto è generalmente un modello tridimensionale costituito da equazioni differenziali alle derivate parziali (PDE). Tale modello viene risolto considerando il metodo degli elementi finiti (FEM) per l'evoluzione in spazio della soluzione e schemi numerici semi-impliciti per la sua evoluzione in tempo. Tuttavia, in particolare in caso di simulazioni tridimensionali, tali tecniche presentano costi computazionali piuttosto elevati. Pertanto viene spesso considerato un modello semplificato, risolvendo ad esempio l'attività elettrica del cuore separatamente dal problema nel torso. Per fornire risultati affidabili, è necessario utilizzare modelli anatomicamente realistici e tridimensionali del cuore e del busto.
Un'altra possibile semplificazione è rappresentata da un modello dinamico composto da tre equazioni differenziali ordinarie.

## Modelli per l'apparato cardiaco
L'attività elettrica del cuore è causata dal flusso di ioni attraverso la membrana cellulare, tra l'interno e l'esterno della cellula, che determinano un'onda di eccitazione elettrica lungo le fibre del muscolo cardiaco che coordina la contrazione del cuore e, quindi, il pompaggio del sangue nel corpo. Di conseguenza, la modellizzazione dell'attività elettrica cardiaca è correlata, a livello microscopico, alla modellizzazione del flusso di ioni e, a livello macroscopico, alla propagazione dell'onda di eccitazione elettrica lungo le fibre muscolari.
A livello macroscopico, Willem Einthoven e Augustus Waller definirono l'ECG attraverso il modello concettuale di un dipolo rotante attorno a un punto fisso, la cui proiezione sull'asse delle lead determinava le registrazioni delle lead stesse. Era, quindi, possibile ottenere una ricostruzione bidimensionale dell'attività del cuore sul piano frontale usando le lead do Einthoven sugli arti, cioè le lead I, II e III, come base teorica. In seguito, il dipolo cardiaco venne considerato inadeguato e venne sostituito da fonti multipolari in grado di muoversi all'interno della regione limitata del torso. Sfortunatamente, questi metodi non sono in grado di descrivere dettagliatamente il funzionamento elettrico del cuore, caratteristica importante per simulare i fenomeni cardiaci.
D'altra parte, i modelli microscopici cercano di rappresentare il comportamento delle singole cellule e di collegarle considerando le loro proprietà elettriche. Sfortunatamente, queste tecniche presentano alcuni problemi associati alle diverse scale dimensionali che devono essere considerate e, soprattutto per fenomeni su larga scala come la defibrillazione cardiaca o il potenziale elettrico sulla superficie corporea, il comportamento collettivo delle cellule è più importante di quello di ognuna di esse.
La terza opzione per modellare l'attività elettrica del cuore è quella di considerare un cosiddetto approccio di mezzo, in cui il modello vuole incorporare modelli che rappresentino l'attività cardiaca sia a livello microscopico che a livello macroscopico. In questo caso viene considerato il comportamento di un blocco di celle, chiamato continuum, evitando così problemi di scala dimensionale e mancanza di dettaglio. Il modello ottenuto è quello del bidominio che viene spesso sostituito dalla sua semplificazione, il modello del monodominio .

### Modello del bidominio

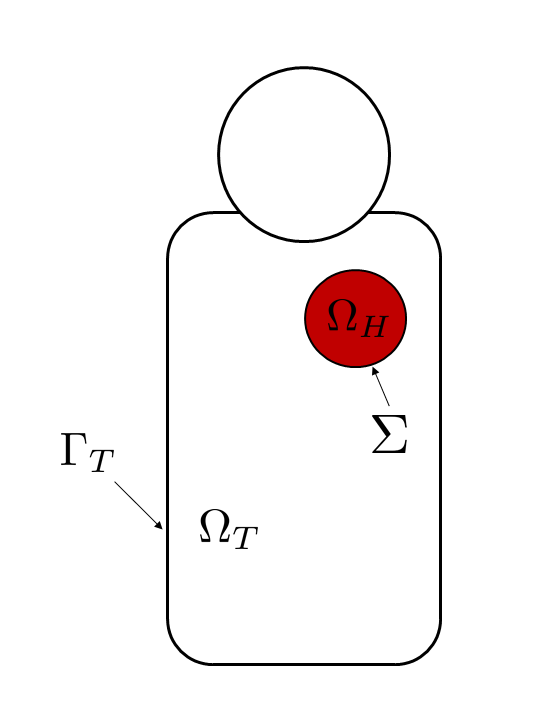
Rappresentazione stilizzata di un torso umano che descrive il dominio e la notazione considerata per il problema in avanti dell'elettrocardiografia. Sono definite due aree separate con i rispettivi contorni, che rappresentano il cuore e il busto umano che lo circonda.

L'idea di base del modello del bidominio è che il tessuto cardiaco è immerso in due tessuti conduttori ohmici, separati attraverso la membrana cellulare. I due tessuti vanno a rappresentare due aree separate del tessuto cardiaco, la prima delle quali rappresenta il tessuto cellulare, mentre la seconda lo spazio tra le cellule stesse.
La formulazione standard del modello del bidominio, che considera anche un modello dinamico per la corrente ionica, è la seguente
{\displaystyle {\begin{cases}\nabla \cdot (\mathbf {\sigma } _{i}\nabla V_{m})+\nabla \cdot (\mathbf {\sigma } _{i}\nabla u_{e})=A_{m}\left(C_{m}{\frac {\partial V_{m}}{\partial t}}+I_{ion}(V_{m},w)\right)+I_{app}&{\text{in }}\Omega _{H}\\\nabla \cdot \left((\mathbf {\sigma } _{i}+\mathbf {\sigma } _{e})\nabla u_{e}\right)+\nabla \cdot (\mathbf {\sigma } _{i}\nabla V_{m})=0&{\text{in }}\Omega _{H}\\{\frac {\partial w}{\partial {t}}}+g(V_{m},w)=0&{\text{in }}\Omega _{H}\end{cases}}}
dove {\displaystyle V_{m}} e {\displaystyle u_{e}} sono rispettivamente i potenziali di transmembrana ed extracellulare, {\displaystyle I_{ion}} è la corrente ionica, che dipende anche da una variabile di gating {\displaystyle w}, e {\displaystyle I_{app}} è una corrente esterna applicata al dominio. Inoltre, {\displaystyle \mathbf {\sigma } _{i}} e {\displaystyle \mathbf {\sigma } _{e}} sono i tensori di conduttività intracellulare ed extracellulare, {\displaystyle A_{m}} è il rapporto superficie-volume della membrana cellulare e {\displaystyle C_{m}} è la capacitanza della membrana per unità di superficie. Qui {\displaystyle \Omega _{H}} rappresenta il dominio del cuore.
Le condizioni al contorno per questa versione del modello del bidominio sono ottenute ipotizzando che non vi sia flusso di potenziale intracellulare al di fuori del cuore, il che significa che
{\displaystyle \mathbf {\sigma } _{i}\nabla V_{m}\cdot \mathbf {n} +\mathbf {\sigma } _{i}\nabla u_{e}\cdot \mathbf {n} =0\quad \quad {\text{su }}\Sigma }
dove {\displaystyle \mathbf {n} } è la normale unitaria esterna a {\displaystyle \Omega _{h}} e {\displaystyle \Sigma } rappresenta il confine del dominio del cuore.

### Modello del monodominio
Il modello del monodominio è una semplificazione del modello del bidominio in grado comunque di rappresentare fenomeni elettrofisiologici realistici nel senso del potenziale di transmembrana {\displaystyle V_{m}} .
La formulazione standard considera un'equazione differenziale alle derivate parziali in una sola incognita, il potenziale transmembrana:
{\displaystyle \chi C_{m}{\frac {\partial V_{m}}{\partial t}}-\nabla \cdot \left(\mathbf {\sigma } _{i}{\frac {\lambda }{1+\lambda }}\nabla V_{m}\right)+\chi I_{ion}=I_{app}\quad \quad {\text{in }}\Omega _{H}}
dove {\displaystyle \lambda } è un parametro che collega i tensori intracellulari ed extracellulari di conducibilità.
La condizione al contorno utilizzata per questo modello è
{\displaystyle \left(\mathbf {\sigma } _{i}\nabla V_{m}\right)\cdot \mathbf {n} =0\quad \quad {\text{su }}\partial \Omega _{H}.}

## Modello diffusivo nel torso
Nel problema in avanti dell'elettrocardiografia, il torso è visto come un conduttore passivo e il suo modello può essere trovato a partire dalle equazioni di Maxwell sotto un'ipotesi di quasi-statisticità.
La formulazione standard considera un'equazione differenziale alle derivate parziali in un'incognità, il potenziale nel torso {\displaystyle u_{T}} . Fondamentalmente, il modello del torso è un'equazione di Lapalce generalizzata
{\displaystyle \nabla \cdot (\mathbf {\sigma } _{T}\nabla u_{T})=0\quad \quad {\text{in }}\Omega _{T},}
dove {\displaystyle \mathbf {\sigma } _{T}} è un tensore di conducibilità e {\displaystyle \Omega _{T}} è il dominio, cioè il torso umano.

### Derivazione
Così come il modello del bidominio, il modello del torso può essere derivato dalle equazioni di Maxwell e dall'equazione di continuità sotto alcune ipotesi. Prima di tutto, poiché l'attività elettrica e magnetica all'interno del corpo è generata a un livello di frequenza molto basso livello, si può prendere in considerazione un'ipotesi di quasi-staticità. Pertanto, il torso può essere visto come un conduttore passivo, il che significa che i suoi effetti capacitivo, induttivo e propagativo possono essere ignorati.
Considerando l'assunzione di quasi-statisticità, le equazioni di Maxwell sono
{\displaystyle {\begin{aligned}\nabla \cdot \mathbf {E} &={\frac {\rho }{\epsilon _{0}}}\\\nabla \times \mathbf {E} &=0\\\nabla \cdot \mathbf {B} &=0\\\nabla \times \mathbf {B} &=\mu _{0}\mathbf {J} \end{aligned}}}
e l'equazione di continuità è
{\displaystyle \nabla \cdot \mathbf {J} =0.}
Poiché il suo rotore è zero, il campo elettrico può essere rappresentato dal gradiente di un campo potenziale scalare, il potenziale del tronco 

| {\displaystyle \mathbf {E} =-\nabla u_{T}} | \| \| \| \| \| \| \| \| | (1) |
|                                            |                         |     |
|                                            |                         |     |
dove il segno meno indica che la corrente scorre dalle regioni a potenziale più alto a quello a potenziale più basso.
Quindi, la totale densità di corrente può essere espressa in termini di corrente di conduzione e altre diverse correnti applicate in modo che, dall'equazione di continuità, si ottenga

| {\displaystyle \nabla \cdot \mathbf {J} =\nabla \cdot (\mathbf {J} _{app}+\mathbf {\sigma } _{T}\mathbf {E} )=0} | \| \| \| \| \| \| \| \| | (2) |
| |                         |     |
| |                         |     |
Quindi, sostituendo (1) in (2) si ha
{\displaystyle \nabla \cdot (\mathbf {\sigma } _{T}\nabla u_{T})=\nabla \cdot \mathbf {J} _{app}=I_{v}}
in cui {\displaystyle I_{v}} è la corrente per unità di volume.
Infine, poiché a parte il cuore non esiste una sorgente di corrente all'interno del torso, la corrente per unità di volume può essere definita uguale a zero, fornendo l'equazione di Laplace generalizzata che rappresenta la formulazione standard del problema diffusivo all'interno del torso
{\displaystyle \nabla \cdot (\mathbf {\sigma } _{T}\nabla u_{T})=0\quad \quad {\text{in }}\Omega _{T}.}

### Condizioni al contorno
Le condizioni al contorno rappresentano le proprietà dei media che circondano il busto. In generale, l'aria ha una conducibilità pari a zero, il che significa che la corrente non può fluire al di fuori del torso. Questo è tradotto nella seguente equazione
{\displaystyle \mathbf {\sigma } _{T}\nabla u_{T}\cdot \mathbf {n} _{T}=0\quad \quad {\text{su }}\Gamma _{T}}
dove {\displaystyle \mathbf {n} _{T}} è la normale unitaria estera al torso e {\displaystyle \Gamma _{T}} è il contorno del torso, che significa la sua superficie.

### Conduttività nel torso
Di solito, il torso è considerato avere conduttività isotropa, il che significa che la corrente può fluire allo stesso modo in tutte le direzioni. Tuttavia, il busto non è un involucro vuoto o omogeneo, ma contiene diversi organi caratterizzati da diversi coefficienti di conducibilità che possono essere ottenuti sperimentalmente. Un semplice esempio di parametri di conducibilità in un torso che considera le ossa e i polmoni è riportato nella tabella seguente.
| {\displaystyle \sigma _{T}^{\text{lungs}}} | {\displaystyle \sigma _{T}^{\text{bones}}} | {\displaystyle \sigma _{T}^{\text{remaining regions}}} |
| (S / cm)                                   | (S / cm)                                   | (S / cm)                                               |
| ------------------------------------------ | ------------------------------------------ | ------------------------------------------------------ |
| {\displaystyle 2.4\times 10^{-4}}          | {\displaystyle 4\times 10^{-5}}            | {\displaystyle 6\times 10^{-4}}                        |

## Modelli cuore-torso
L'accoppiamento tra il modello dell'attività cardiaca elettrica e il modello del busto viene eseguito applicando una condizione al contorno dell'epicardio, che significa sulla superficie all'interfaccia tra il cuore e il torso.
Il modello cuore-torso può essere completamente accoppiato, il che significa che viene considerata una perfetta trasmissione elettrica tra i due domini, oppure può essere disaccoppiato, il che significa che il modello elettrico del cuore e il modello torso possono essere risolti separatamente ma con uno scambio di informazioni tra di loro.

### Modelli cuore-torso completamente accoppiati
L'accoppiamento completo tra il cuore e il torso si ottiene imponendo una perfetta trasmissione elettrica tra di essi. Questo viene fatto considerando due equazioni che stabiliscono una relazione tra il potenziale extracellulare e il potenziale elettrico nel torso, che sono
{\displaystyle {\begin{aligned}u_{e}&=u_{T}\quad \quad &{\text{su }}\Sigma \\(\mathbf {\sigma } _{e}\nabla u_{e})\cdot \mathbf {n} _{e}&=-(\mathbf {\sigma } _{T}\nabla u_{T})\cdot \mathbf {n} _{T}\quad \quad &{\text{su }}\Sigma .\end{aligned}}}
Queste equazioni assicurano la continuità sia del potenziale che della corrente attraverso l'epicardio.
Usando queste condizioni al contorno, è possibile ottenere due modelli cuore-torso completamente accoppiati, uno che considera il modello del bidominio per l'attività elettrica del cuore, e l'altro che considera il modello del monodominio per lo stesso scopo. Sfortunatamente, numericamente, i due modelli sono costosi computazionalmente e hanno costi computazionali simili.

#### Condizioni al contorno alternative
Le condizioni al contorno che rappresentano un perfetto accoppiamento elettrico tra il cuore e il torso sono le più utilizzate e quelle che vengono considerate come classiche. Tuttavia, tra il cuore e il busto c'è il pericardio, una sacca a doppia parete che contiene un fluido sieroso che ha un effetto specifico sulla trasmissione elettrica. Considerando la capacitanza {\displaystyle C_{p}} e l'effetto resistivo {\displaystyle R_{p}} che ha il pericardio, si possono formulare condizioni al contorno alternative che tengano conto del pericardio, ossia
{\displaystyle {\begin{aligned}R_{p}\mathbf {\sigma } _{e}\nabla u_{e}\cdot \mathbf {n} &=R_{p}C_{p}{\frac {\partial (u_{T}-u_{e})}{\partial t}}+(u_{T}-u_{e})\quad \quad &{\text{su }}\Sigma \\\mathbf {\sigma } _{e}\nabla u_{e}\cdot \mathbf {n} &=\mathbf {\sigma } _{T}\nabla u_{T}\cdot n\quad \quad &{\text{su }}\Sigma \end{aligned}}}

#### Formulazione con il modello del bidominio
Il modello completamente accoppiato cuore-torso che utilizza il modello del bidominio per l'attività elettrica del cuore, può essere scritto nella sua forma completa come
{\displaystyle {\begin{cases}\nabla \cdot (\mathbf {\sigma } _{i}\nabla V_{m})+\nabla \cdot (\mathbf {\sigma } _{i}\nabla u_{e})=A_{m}\left(C_{m}{\frac {\partial V_{m}}{\partial t}}+I_{ion}(V_{m},w)\right)+I_{app}&{\text{in }}\Omega _{H}\\\nabla \cdot \left((\mathbf {\sigma } _{i}+\mathbf {\sigma } _{e})\nabla u_{e}\right)+\nabla \cdot (\mathbf {\sigma } _{i}\nabla V_{m})=0&{\text{in }}\Omega _{H}\\{\frac {\partial w}{\partial {t}}}+g(V_{m},w)=0&{\text{in }}\Omega _{H}\\\nabla \cdot (\mathbf {\sigma } _{T}\nabla u_{T})=0&{\text{in }}\Omega _{T}\\(\mathbf {\sigma } _{i}\nabla V_{m})\cdot \mathbf {n} +(\mathbf {\sigma } _{i}\nabla u_{e})\cdot \mathbf {n} =0&{\text{su }}\Sigma \\u_{e}=u_{T}&{\text{su }}\Sigma \\(\mathbf {\sigma } _{e}\nabla u_{e})\cdot \mathbf {n} =(\mathbf {\sigma } _{T}\nabla u_{T})\cdot \mathbf {n} &{\text{su }}\Sigma \\(\mathbf {\sigma } _{T}\nabla u_{T})\cdot \mathbf {n} =0&{\text{su }}\Gamma _{T}\end{cases}}}
dove le prime quattro equazioni sono le equazioni differenziali alle derivate parziali che rappresentano il modello del cuore e del torso, mentre le restanti rappresentano le condizioni al contorno per il modello del cuore e del torso e le condizioni di accoppiamento tra di essi.

#### Formulazione con il modello del monodominio
Il modello torso-cuore completamente accoppiato che considerava il modello del monodominio per l'attività elettrica del cuore è più complicato del problema con il bidominio. Le condizioni di accoppiamento utilizzano, infatti, il potenziale extracellulare che non è calcolato dal modello del monodominio. Pertanto, è necessario utilizzare anche la seconda equazione del modello del bidominio, ossia
{\displaystyle \nabla \cdot \left((\mathbf {\sigma } _{i}+\mathbf {\sigma } _{e})\nabla u_{e}\right)+\nabla \cdot (\mathbf {\sigma } _{i}\nabla V_{m})=0\quad \quad {\text{in }}\Omega _{H}.}
In questo modo, non è necessario modificare le condizioni di accoppiamento e il modello completo cuore-torso è costituito da due blocchi diversi:
- Innanzitutto il modello monodominio con la sua solita condizione al contorno deve essere risolto, ossia

{\displaystyle {\begin{cases}\chi C_{m}{\frac {\partial V_{m}}{\partial t}}-\nabla \cdot \left(\mathbf {\sigma } _{i}{\frac {\lambda }{1+\lambda }}\nabla V_{m}\right)+\chi I_{ion}=I_{app}&{\text{in }}\Omega _{H}\\\left(\mathbf {\sigma } _{i}\nabla V_{m}\right)\cdot \mathbf {n} =0&{\text{su }}\partial \Omega _{H}.\end{cases}}}
- Successivamente deve essere risolto il modello accoppiato che considera il recupero del potenziale extracellulare e il modello nel torso, ossia

{\displaystyle {\begin{cases}\nabla \cdot \left((\mathbf {\sigma } _{i}+\mathbf {\sigma } _{e})\nabla u_{e}\right)+\nabla \cdot (\mathbf {\sigma } _{i}\nabla V_{m})=0&{\text{in }}\Omega _{H}\\\nabla \cdot (\mathbf {\sigma } _{T}\nabla u_{T})=0&{\text{in }}\Omega _{T}\\\mathbf {\sigma } _{T}\nabla u_{T}\cdot \mathbf {n} =0&{\text{su }}\Gamma _{T}\\u_{e}=u_{T}&{\text{su }}\Sigma \\(\mathbf {\sigma } _{e}\nabla u_{e})\cdot \mathbf {n} =(\mathbf {\sigma } _{T}\nabla u_{T})\cdot \mathbf {n} &{\text{su }}\Sigma .\end{cases}}}

### Modelli cuore-torso disaccoppiati
I modelli cuore-torso completamente accoppiati sono modelli molto dettagliati ma anche computazionalmente molto costosi. Una possibile semplificazione è data dal disaccoppiato, in cui il cuore è considerato completamente elettricamente isolato dal torso. Matematicamente, questo viene fatto imponendo l'assenza del flusso di corrente attraverso l'epicardio, dal cuore al torso, ossia
{\displaystyle \mathbf {\sigma } _{e}\nabla u_{e}\cdot \mathbf {n} =0\quad \quad {\text{su }}\Sigma .}
Applicando questa equazione alle condizioni al contorno dei modelli completamente accoppiati, è possibile ottenere due modelli cuore-torso disaccoppiati, in cui la parte che rappresenta il comportamente elettrico cardiaco può essere risolta separatamente dal modello sul torso, riducendo il costo computazionale.

#### Modello cuore-torso disaccoppiato con il modello del bidominio
La versione disaccoppiata del modello cuore-torso completamente accoppiato che utilizza il bidominio per rappresentare l'attività elettrica del cuore è composta da due parti separate:
- Il modello del bidominio nella sua formulazione isolata

{\displaystyle {\begin{cases}\nabla \cdot (\mathbf {\sigma } _{i}\nabla V_{m})+\nabla \cdot (\mathbf {\sigma } _{i}\nabla u_{e})=A_{m}\left(C_{m}{\frac {\partial V_{m}}{\partial t}}+I_{ion}(V_{m},w)\right)+I_{app}&{\text{in }}\Omega _{H}\\\nabla \cdot \left((\mathbf {\sigma } _{i}+\mathbf {\sigma } _{e})\nabla u_{e}\right)+\nabla \cdot (\mathbf {\sigma } _{i}\nabla V_{m})=0&{\text{in }}\Omega _{H}\\{\frac {\partial w}{\partial {t}}}+g(V_{m},w)=0&{\text{in }}\Omega _{H}\\(\mathbf {\sigma } _{i}\nabla V_{m})\cdot \mathbf {n} +(\mathbf {\sigma } _{i}\nabla u_{e})\cdot \mathbf {n} =0&{\text{su }}\Sigma \\\mathbf {\sigma } _{e}\nabla u_{e}\cdot \mathbf {n} =0&{\text{su }}\Sigma .\end{cases}}}
- Il modello diffusivo nel torso nella sua formulazione standard a cui viene aggiunta la condizione al contorno di continuità del potenziale, ossia

{\displaystyle {\begin{cases}\nabla \cdot (\mathbf {\sigma } _{T}\nabla u_{T})=0&{\text{in }}\Omega _{T}\\\mathbf {\sigma } _{T}\nabla u_{T}\cdot \mathbf {n} =0&{\text{su }}\Gamma _{T}\\u_{T}=u_{e}&{\text{su }}\Sigma \\\end{cases}}}

#### Modello cuore-torso disaccoppiato con il modello del monodominio
Come nel caso del modello cuore-torso completamente accoppiato che utilizza il monodominio, il modello disaccoppiato corrispondente deve recuperare il potenziale extracellulare che non è calcolato dal monodominio . In questo caso, è necessario risolvere tre diversi problemi:
- Il modello del monodominio con le sue consuete condizioni al contorno

{\displaystyle {\begin{cases}\chi C_{m}{\frac {\partial V_{m}}{\partial t}}-\nabla \cdot \left(\mathbf {\sigma } _{i}{\frac {\lambda }{1+\lambda }}\nabla V_{m}\right)+\chi I_{ion}=I_{app}&{\text{in }}\Omega _{H}\\\left(\mathbf {\sigma } _{i}\nabla V_{m}\right)\cdot \mathbf {n} =0&{\text{su }}\partial \Omega _{H}.\end{cases}}}
- Il problema di recuperare il potenziale extracellulare, supponendo che non vi sia corrente intracellulare che possa attraversare l'epicardio come condizione al contorno, ossia

{\displaystyle {\begin{cases}\nabla \cdot \left((\mathbf {\sigma } _{i}+\mathbf {\sigma } _{e})\nabla u_{e}\right)+\nabla \cdot (\mathbf {\sigma } _{i}\nabla V_{m})=0&{\text{in }}\Omega _{H}\\(\mathbf {\sigma } _{i}+\mathbf {\sigma } _{e})\nabla u_{e}\cdot \mathbf {n} =-(\mathbf {\sigma } _{i}\nabla V_{m})\cdot \mathbf {n} &{\text{su }}\Sigma \end{cases}}}
- Il modello diffusivo del torso con una condizione al contorno da imporre all'epicardio che implica la continuità del potenziale elettrico, ossia

{\displaystyle {\begin{cases}\nabla \cdot (\mathbf {\sigma } _{T}\nabla u_{T})=0&{\text{in }}\Omega _{T}\\\mathbf {\sigma } _{T}\nabla u_{T}\cdot \mathbf {n} =0&{\text{su }}\Gamma _{T}\\u_{T}=u_{e}&{\text{su }}\Sigma \\\end{cases}}}

## Calcolo dell'elettrocardiogramma

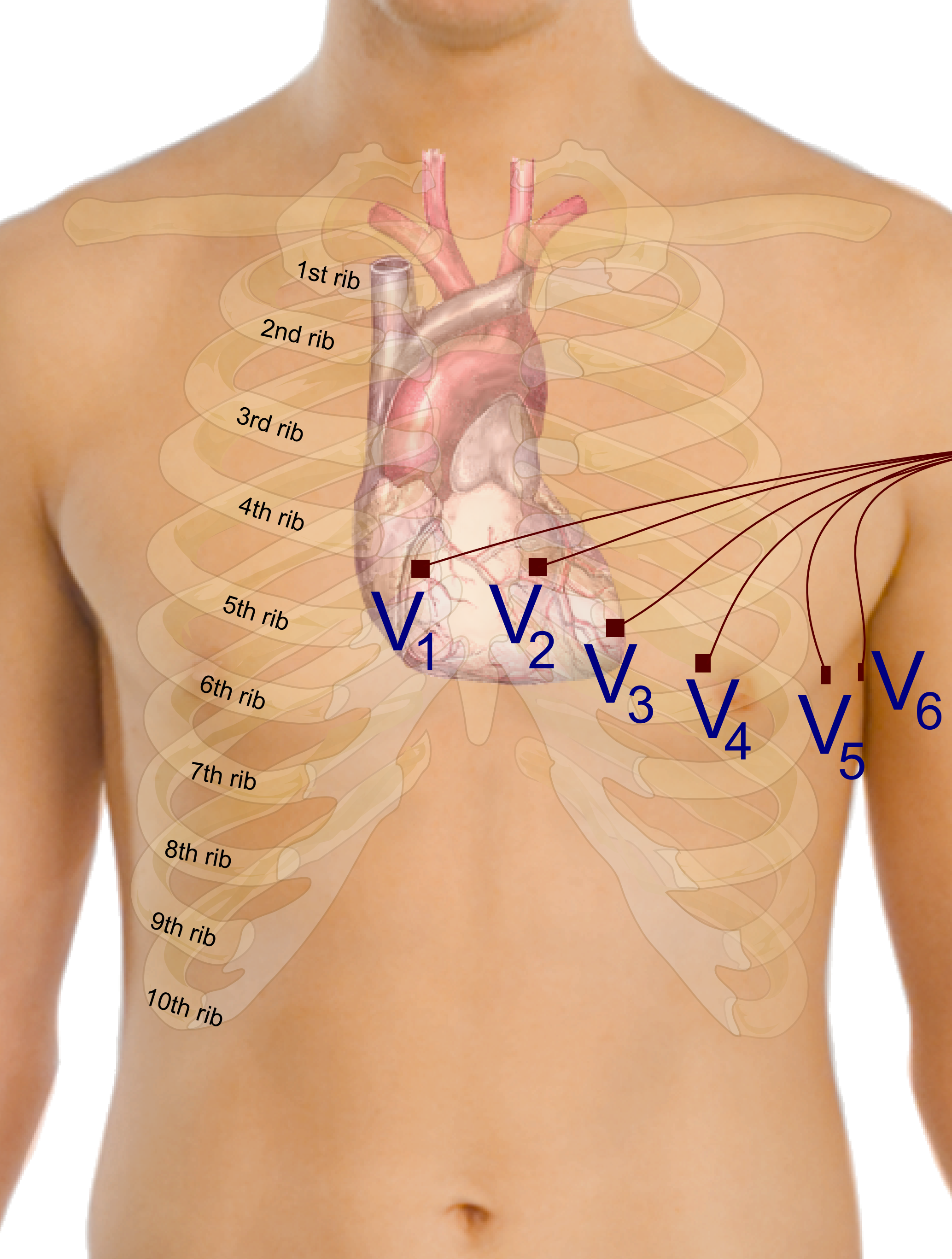
Lead precordiali per l'ECG

Risolvere i modelli cuore-torso completamente accoppiati o disaccoppiati consente di ottenere il potenziale elettrico generato dal cuore in tutto il torsoumano, e specialmente su tutta la superficie del torso. Definendo le posizioni degli elettrodi sul torso, quindi, è possibile studiare l'evoluzione temporale del potenziale su tali punti. In questo modo è possibile calcolare gli elettrocardiogrammi, per esempio utilizzando la classica formulazione con le 12 leads, considerandole seguenti formule
{\displaystyle {\begin{aligned}I&=u_{T}(L)-u_{T}(R)\\II&=u_{T}(F)-u_{T}(R)\\III&=u_{T}(F)-u_{T}(L)\\aVR&={\frac {3}{2}}(u_{T}(R)-u_{w})\\aVL&={\frac {3}{2}}(u_{T}(L)-u_{w})\\aVF&={\frac {3}{2}}(u_{T}(F)-u_{w})\\V_{i}&=u_{T}(V_{i})-u_{w}\quad i=1,\dots ,6\end{aligned}}}
dove {\displaystyle u_{W}=(u_{T}(L)+u_{T}(R)+u_{T}(F))/3} e {\displaystyle L,R,F,\{V_{i}\}_{i=1,\dots ,6}} sono le posizioni standard degli elettrodi.

## Metodi numerici
I modelli cuore-torso sono formati da equazioni differenziali alle derivate parziali in cui le incognite cambiano sia nello spazio che nel tempo. Inoltre, nel caso del modello del bidominio, è presente un'equazione differenziale ordinaria . Pertanto, è possibile utilizzare diversi schemi numerici. Solitamente, il metodo degli elementi finiti viene applicato per la discretizzazione in spazio mentre schemi semi-impliciti vengono utilizzati per la discretizzazione in tempo.
I modelli di busto cardiaco disaccoppiati sono i più semplici da trattare numericamente perché il modello elettrico può essere risolto separatamente da quello del torso, in modo da poter applicare classici metodi numerici per risolvere ciascuno di essi. Ciò significa che i modelli del bidominio e del monodominio possono essere risolti, ad esempio, con una formula di differenziazione all'indietro (BDF) per la discretizzazione in tempo, mentre il recupero del potenziale extracellulare e il problema del torso possono essere facilmente risolti applicando solo il metodo degli elementi finiti poiché sono tempo indipendenti.
I modelli cuore torso completamente accoppiati, invece, sono più complessi e necessitano di modelli numerici più sofisticati. Ad esempio, il modello a cuore-torso che utilizza il modello del bidominio per la simulazione elettrica del comportamento cardiaco può essere risolto considerando tecniche di decomposizione del dominio, come una decomposizione del dominio Dirichlet-Neumann.

## Modello geometrico del torso

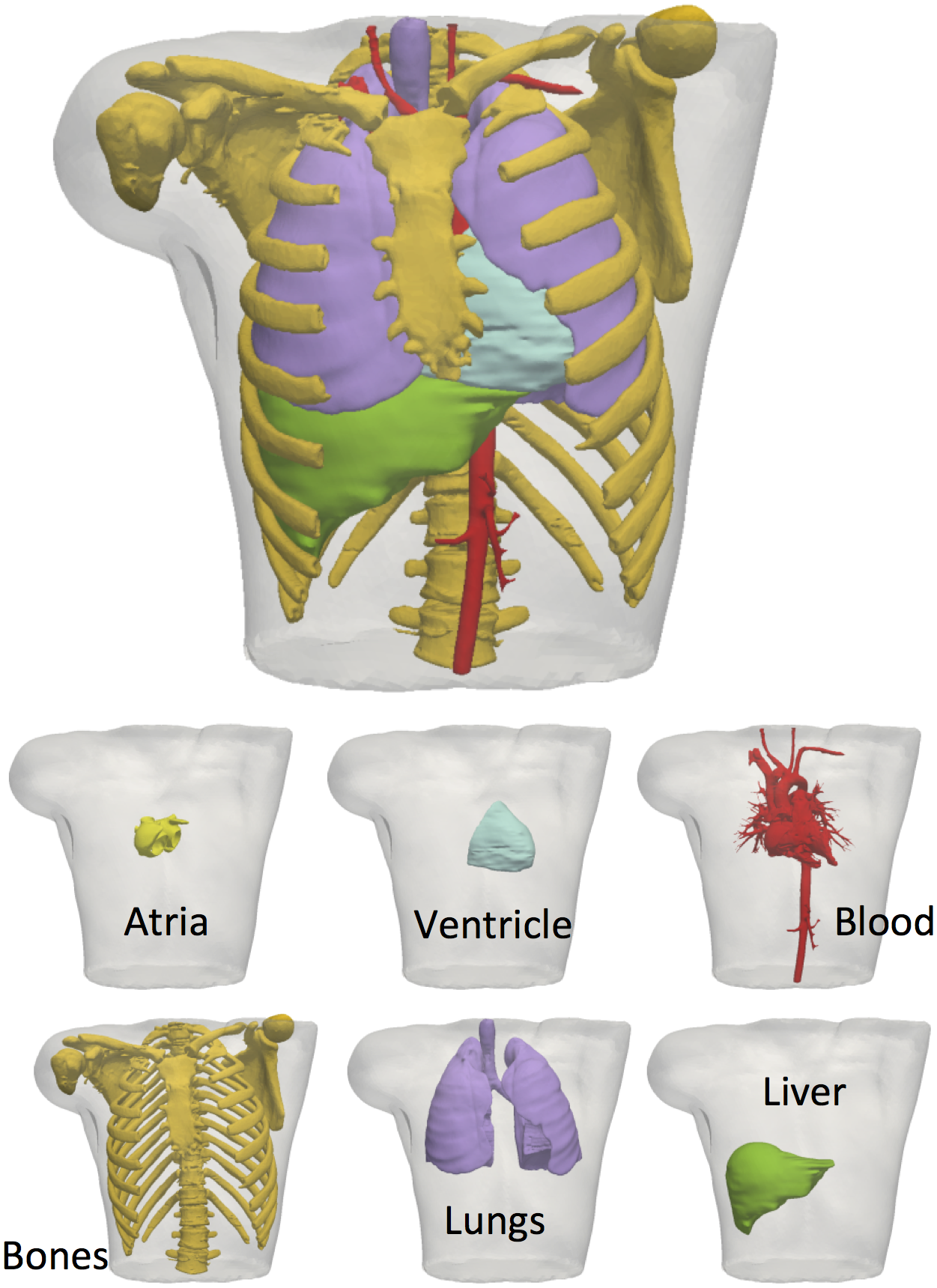
Modello di busto tridimensionale che comprende molti organi interni.

Per simulare un elettrocardiogramma utilizzando i modelli completamente accoppiati o disaccoppiati è necessaria una ricostruzione tridimensionale del busto umano. Oggi, le tecniche di diagnostica per immagini come la MRI e la TC possono fornire una base sufficiente per ricostruire anche parti umane anatomiche dettagliate e, quindi, un'adeguata geometria del busto. Ad esempio, il Visible Human Data è un set di dati utile per creare un modello di tronco tridimensionale dettagliato con molti organi interni, tra cui la struttura scheletrica e il muscolo.

## Modello dinamico per l'elettrocardiogramma
Anche se i risultati sono abbastanza dettagliati, la risoluzione del modello tridimensionale è generalmente piuttosto costosa. Una possibile semplificazione è un modello dinamico basato su tre equazioni differenziali ordinarie accoppiate.
La quasi-periodicità del battito cardiaco è riprodotta da una traiettoria tridimensionale attorno a un ciclo limite attrattivo nel piano {\displaystyle (x,y)}. I picchi principali dell'ECG, che sono P, Q, R, S e T, sono descritti ad angoli fissati {\displaystyle \theta _{P},\theta _{Q},\theta _{R},\theta _{S}{\text{ e }}\theta _{T}}. Il modello finale, perciò, è
{\displaystyle {\begin{aligned}x'&=\alpha z-\omega y\\y'&=\alpha y+\omega x\\z'&=-\sum _{i\in \{P,Q,R,S,T\}}a_{i}\Delta \theta _{i}{\text{exp}}\left(-{\frac {\Delta \theta _{i}^{2}}{2b_{i}^{2}}}\right)-(z-z_{0})\end{aligned}}}
dove {\displaystyle \alpha =1-{\sqrt {x^{2}+y^{2}}}}, {\displaystyle \Delta \theta _{i}=(\theta -\theta _{i}){\text{mod}}(2\pi )}, {\displaystyle \theta ={\text{atan}}2(y,x)}.
Le equazioni possono essere facilmente risolte con algoritmi numerici classici come i metodi Runge-Kutta per le ODE.